# Glabellula fumipennis
Glabellula fumipennis är en tvåvingeart som beskrevs av Hall och Neal L. Evenhuis 1984. Glabellula fumipennis ingår i släktet Glabellula och familjen svävflugor.
Artens utbredningsområde är Arizona. Inga underarter finns listade i Catalogue of Life.